# Perro putoranica
Perro putoranica là một loài nhện trong họ Linyphiidae.
Loài này thuộc chi Perro. Perro putoranica được Kirill Yuryevich Eskov miêu tả năm 1986.